# Manfalut
Manfalut là một thành phố ở Ai Cập. Thành phố nằm ở bờ tây sông Nile, ở tỉnh Asyut. Thành phố có cự ly 350 km về phía nam thủ đô Cairo. Dân số năm 2006 là 82.585 người. 
Nông sản địa phương có bông vải.
Nhà văn người Ai Cập Mustafa Lutfi al-Manfaluti sinh ra ở Manfalut.
Đến năm 1993, khu vực này được xem là một thành trì Hồi giáo.